# اچ‌ام‌اس تسئوس (آر۶۴)
اچ‌ام‌اس تسئوس (آر۶۴) (به انگلیسی: HMS Theseus (R64)) یک کشتی بود که طول آن ۶۹۵ فوت (۲۱۲ متر) بود. این کشتی در سال ۱۹۴۴ ساخته شد.